# Пестрянка туркменская
Пестрянка туркменская (Zygaena truchmena) — вид бабочек, относящийся к роду Zygaena семейства Пестрянки.

## Описание
Относительно небольшая ярко окрашенная бабочка. Длина переднего крыла 11—13 мм. Передние крылья черно-синего цвета, шелковистые, с 5 красно-розовыми пятнами, у части которых красный цвет частично или полностью замещен белым фоном. Ряд географических форм имеют часть пятен желтого цвета. Задние крылья по краям красные, ближе к корню белые с черно-синей каймой. Воротничок и брюшко красного цвета, грудь черно-синяя.

## Распространение
Обитает на равнинных территориях и долинах в пустынной зоне по рекам Амударье (от Аральского моря до низовьев Пянджа и его притоков), Зеравшану (от низовьев до низменной восточной части Зеравшанской долины), Сырдарье (от Аральского моря до Ферганской долины включительно) и примыкающим к ним оазисам. Ареал охватывает также север Афганистана и юг Ирана (в районе дороги Казерун — Шираз на высоте 2400 м над ур. м.).
Обитает в различных биотопах пустыни, включая оазисы. Наиболее обычен на полянах в тугайных лесах. Обитает на высотах 700—800 м над ур.м.
Характерными биотопами вида являются тугайные заросли. Местами встречается в пустынях (Кызылкум и др.), где растут джузгун, саксаул, черкез и другие кормовые растения гусениц этого вида.

## Биология
За год развивается в одном поколении. Время лёта даже в одной и той же местности колеблется по годам. Обычно лёт со второй половины мая до середины либо конца июня, в более северных частях ареала (Ферганской долине) время лёта продолжается до середины июля.
Зимуют гусеницы. Гусеницы активно питаются с апреля до начала июня, окукливаются в белых коконах на кормовых и других растениях с конца первой декады мая и в июне. Стадия куколки длится — 10—13 дней. Основные кормовые растения гусениц: верблюжья колючка, туранга, джузгун, черкез, саксаул, чингиль и гребенщик.

## Охрана
Занесён в Красную книгу Казахстана. Современных данных о численности вида нет. Ранее пестрянка туркменская была обычным видом в тугаях. Негативно влияют на численность вида осушение пойм рек, пожары, вырубка тугайной растительности.